# گای بی
گای نورمن بی یک (به انگلیسی: Guy Bee) کارگردان تلویزیونی، تهیه کننده تلویزیونی و فیلمبردار ثابت سابق امریکایی است.

## فیلم شناسی منتخب

### کارگردانی تلویزیونی
- ای آر
- ساعت سوم
- جزیره هارپر
- ذهن‌های مجرم
- ورونیکا مارس
- ندای ترو
- لاس وگاس
- نظم و قانون: واحد قربانی‌های ویژه
- آلیاس
- کایلر ایکس وای
- جریکو
- سوپرنچرال
- دایره راز
- طنین انداز
- انقلاب
- پیکان

### فیلمبرداری ثابت
- روح‌های مریخ (۲۰۰۱)
- مگنولیا (۱۹۹۹)
- قدرت‌های آوستین: جاسوسی که مرا تکان داد (۱۹۹۹)
- تاثیر عمیق (۱۹۹۸)
- تایتانیک (۱۹۹۷)
- پدر قهرمان من (۱۹۹۴)